# Кадомский кремль
Кадомский кремль — не сохранившаяся до наших дней деревянная крепость Кадома Рязанской области.

## История
Первоначально Кадом, впервые упоминаемый в летописях под 1209 годом, располагался на месте села Старый Кадом на мысу Попов Рог в долине реки Мокши. Укреплений у него, судя по археологическим данным, не было. В XVI веке в связи с частыми разливами Мокши Кадом был перенесён на его нынешнее место, на 6 км южнее, где возникло укреплённое поселение. Во второй половине XVI века через Кадом прошла Большая засечная черта, перекрывавшая Ногайский шлях. Во время Разинского восстания Кадом был взят повстанцами, но через некоторое время отбит царским воеводой Иваном Лихаревым. В первой трети XVIII века  город сохранял ещё некоторое военное значение в связи с продолжающимися походами Крымского ханства. Однако городские стены и башни, стоявшие без ремонта, вскоре окончательно сгнили и развалились. В наши дни Кадомское городище охраняется государством как памятник археологии.

## Описание
Кадомский кремль находился в центральной части современного города на Вознесенский, или Соборной, горе. Её высота составляет 20—25 м, а размеры верхней площадки составляют 200х270 м. По описи 1703 года, кремль окружала округлая в плане рубленая стена высотой около 5 м и протяжённостью около 756 м, имевшая восемь четырёхугольных башен. Из кремля вёл тайник к Мокше. Кремль к этому времени был пуст. Соборная церковь Покрова Богородицы, воеводский двор, приказная изба и посадская жилая застройка находились в низине на берегу Мокши.